# Parc des sept roches
Le Parc des sept roches, ou parc paysager du lac de la constellation de Zhaoqing (肇庆星湖风景名胜区), est un parc situé au nord de la ville chinoise de Zhaoqing. Il tire son nom des sept rochers disposés sur son contour qui dessinent la Grande Casserole de la constellation de la Grande Ourse.

## Histoire
Du fait de l'évocation stellaire des sept rochers du parc, les mythes qui lui sont reliés lui prêtent une origine cosmique. Un mythe explique que les 7 rochers sont des pierres miraculeuses déposées par la déesse Nuwa quand elle répara le ciel. Un autre mythe raconte que sept fées admirant la vie sur terre se sont posées au lac de Zhaoqing et n'en sont jamais parties.
Au moins jusqu'au XVIe siècle, le parc est inondé au moins tous les 5 ans.
Le palais Eau Lune (aussi appelé Guanyi Hall) est construit pendant la dynastie Ming. Il gagne une réputation dans le pays pour son Bodhisattva, sa statue de bronze de 6 mètres de haut pour 7 tonnes, entouré de deux statues de fées de 5 mètres chacune (aujourd'hui des répliques datant de 1986, les originales ayant péri dans les flammes lors de la révolution culturelle). Le palais est détruit en 1943 par les forces japonaises, puis reconstruit à l'identique en 1957.
L'arche situé dans le parc est bâti en 1958-59. Il est rénové en 1984-85, et 1.400 m² du lac jouxtant l'arche ont été remplis pour agrandir la zone piétonne autour du monument.
Le parc des sept roches est proclamé parc national le 8 novembre 1982.
Le temple bouddhiste de l'est est bâti en 1995-96. En 1997, les autorités locales installent 560 routes illuminées dans le parc, avec 1.000 ampoules, 250 projecteurs colorés et 3.000 mètres de tubes de néon.

## Description
Le parc des sept roches se situe à 4 kilomètres au nord de la ville de Zhaoqing. La température moyenne à l'année est de 21,6⁰. Le lac de la constellation n'est pas naturel, il s'agit de marécages transformés grâce à un élégant système de barrages.
Les sept rochers se nomment Langfeng, Yuping, Shishi, Tianzhu, Chanchu, Xianzhang et Apo Crag.
Le parc du lac compte également huit caves et 6 crêtes. Chaque cave est différente. La cave de Shuangyuan fait 320 mètres de long, connecte le lac de la constellation à un autre lac environnant, et peut se traverser en bateau.

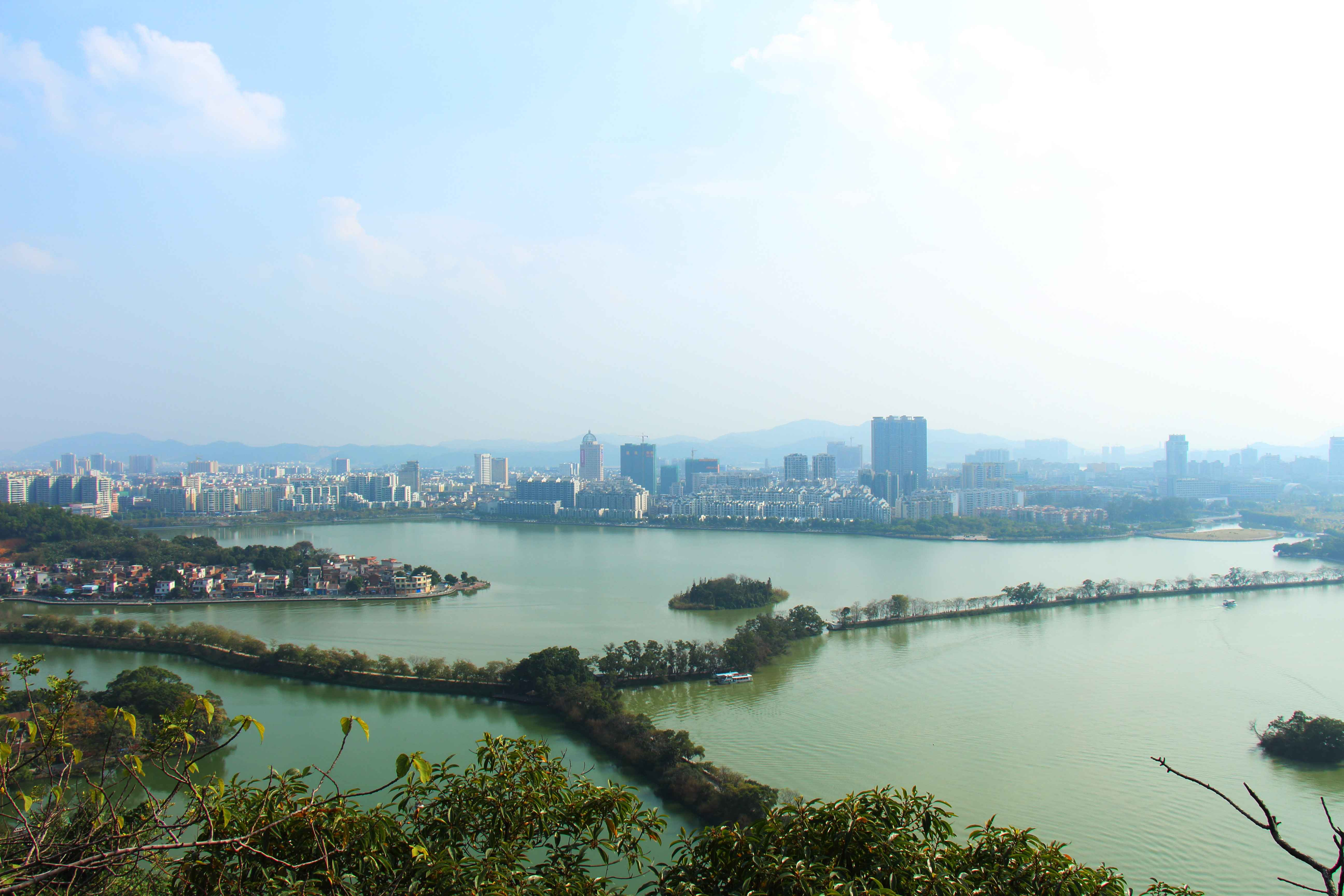
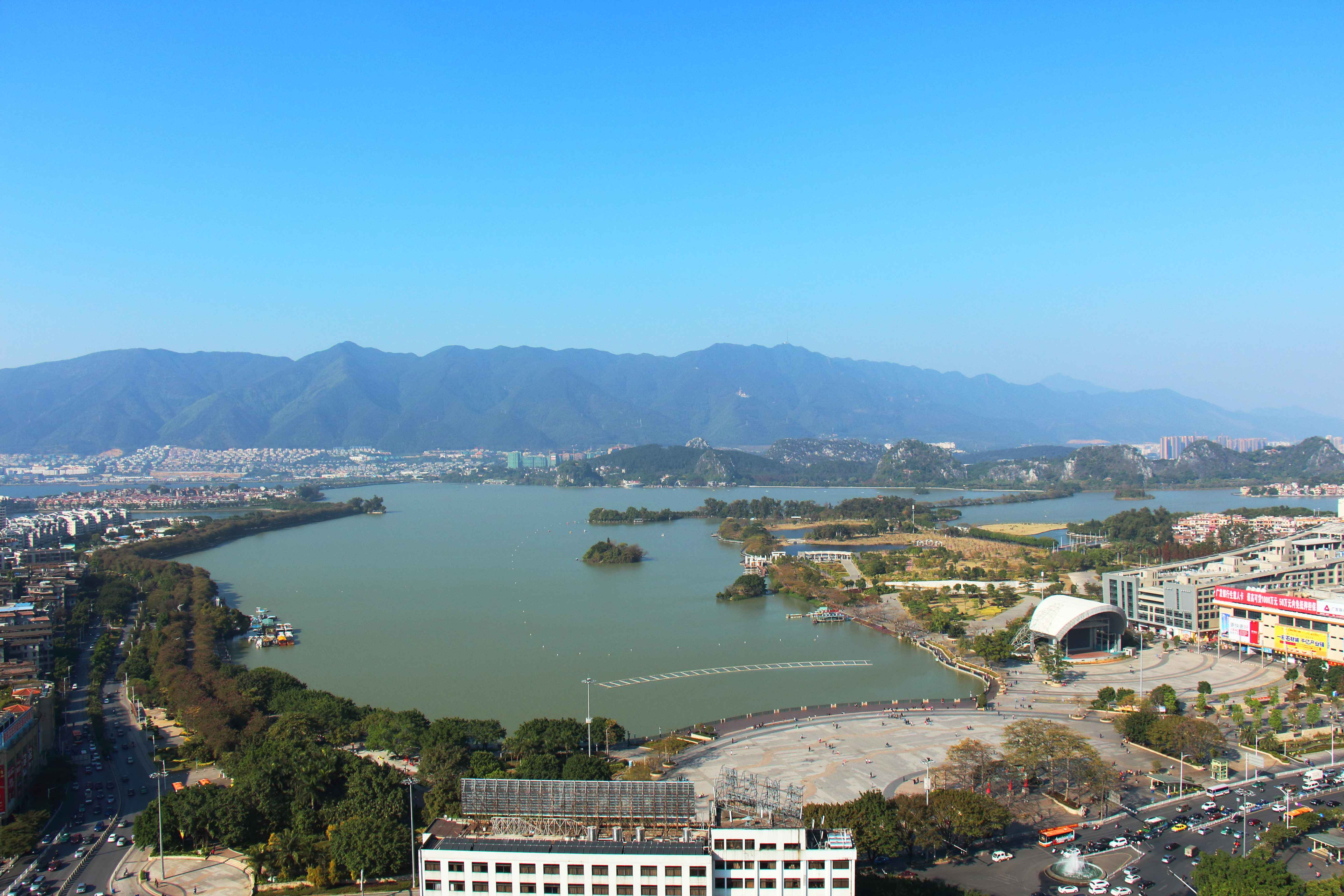
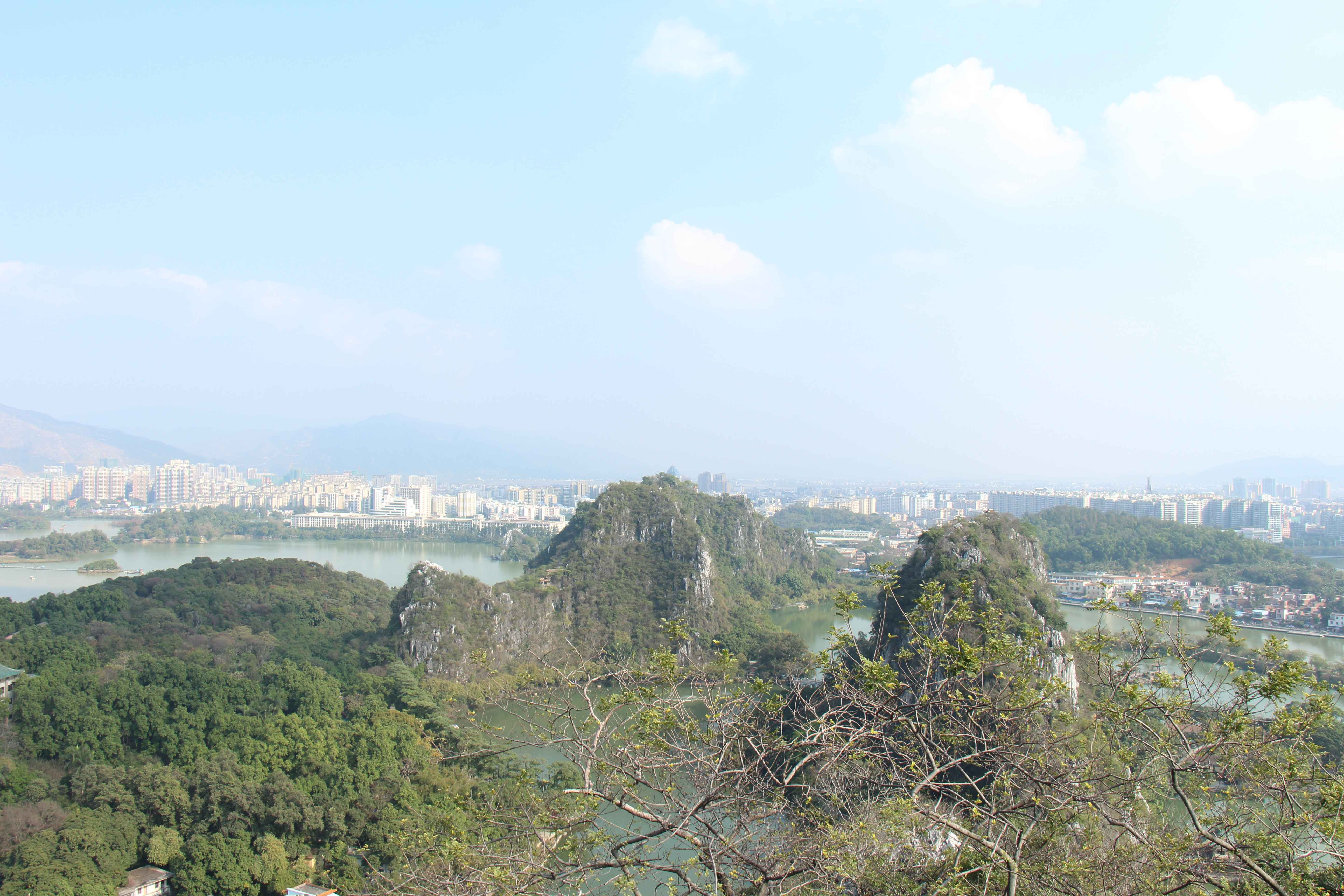
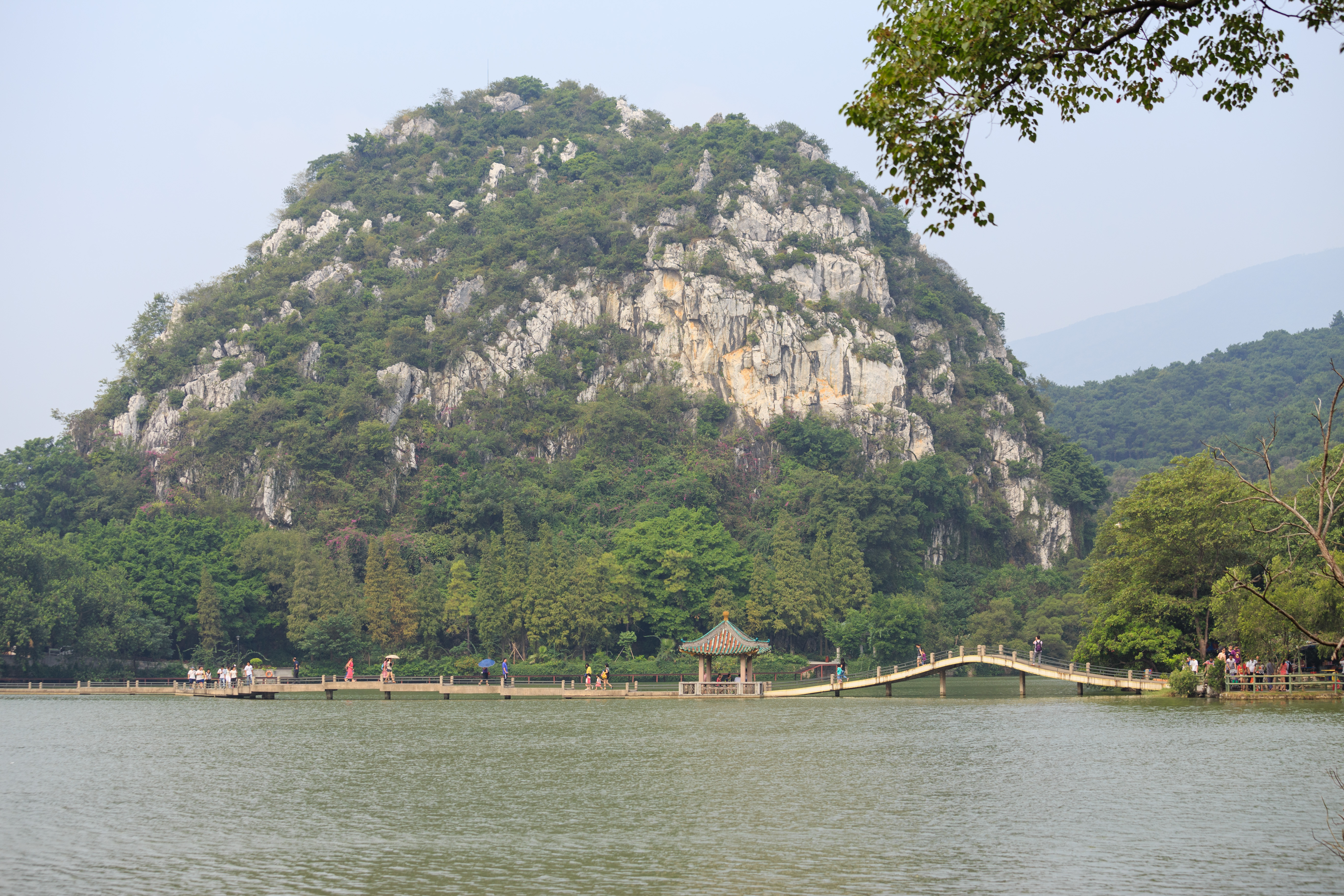
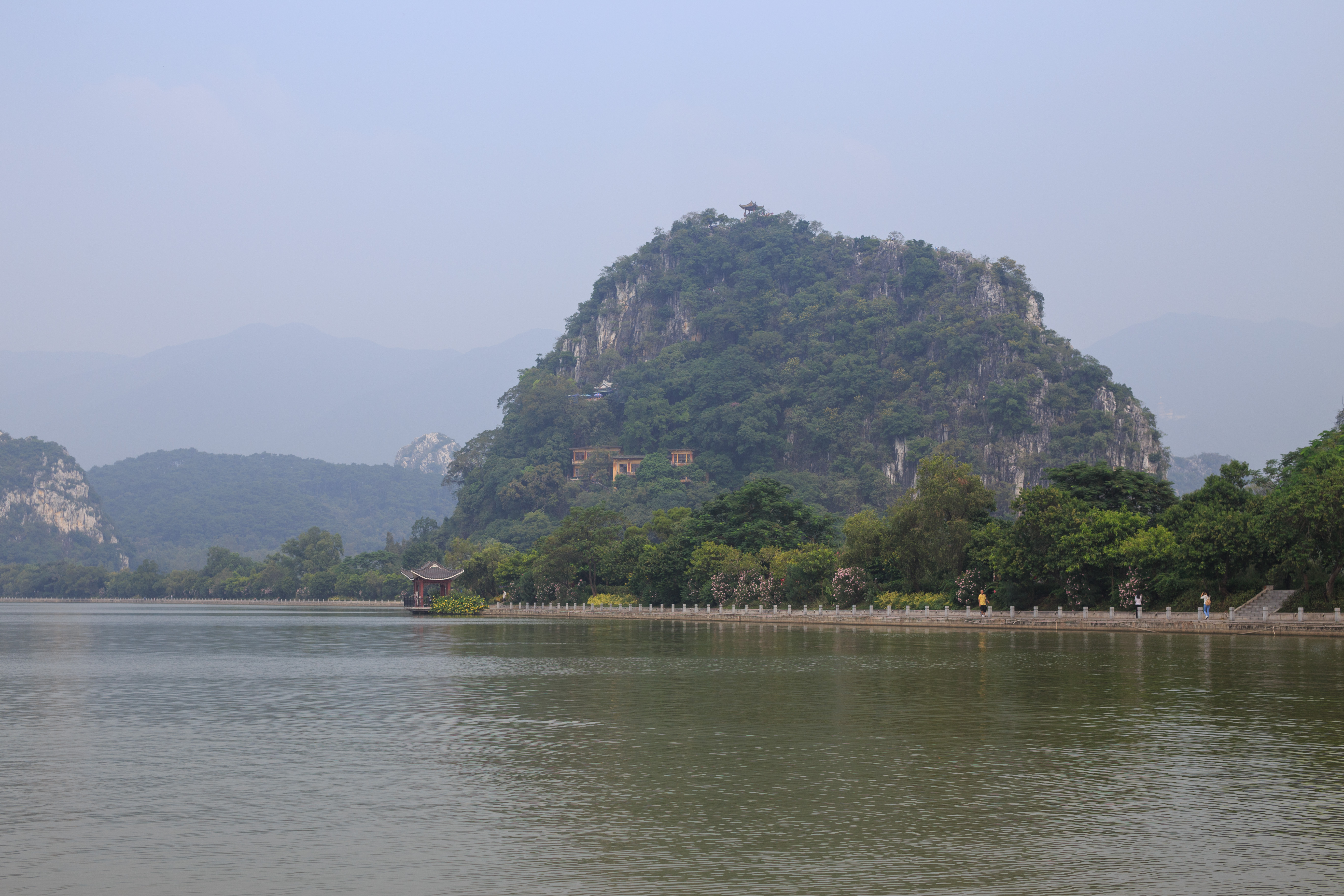
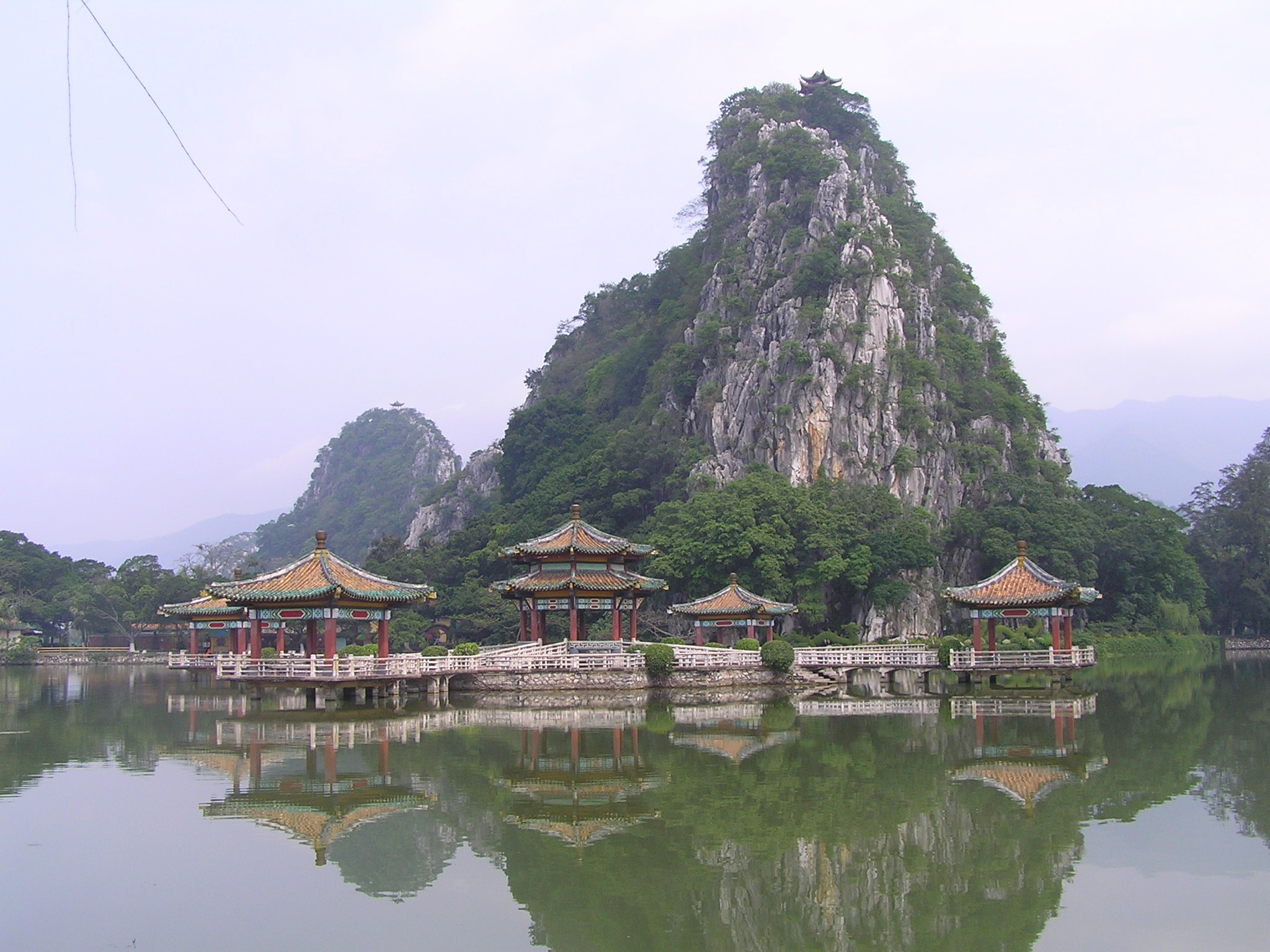
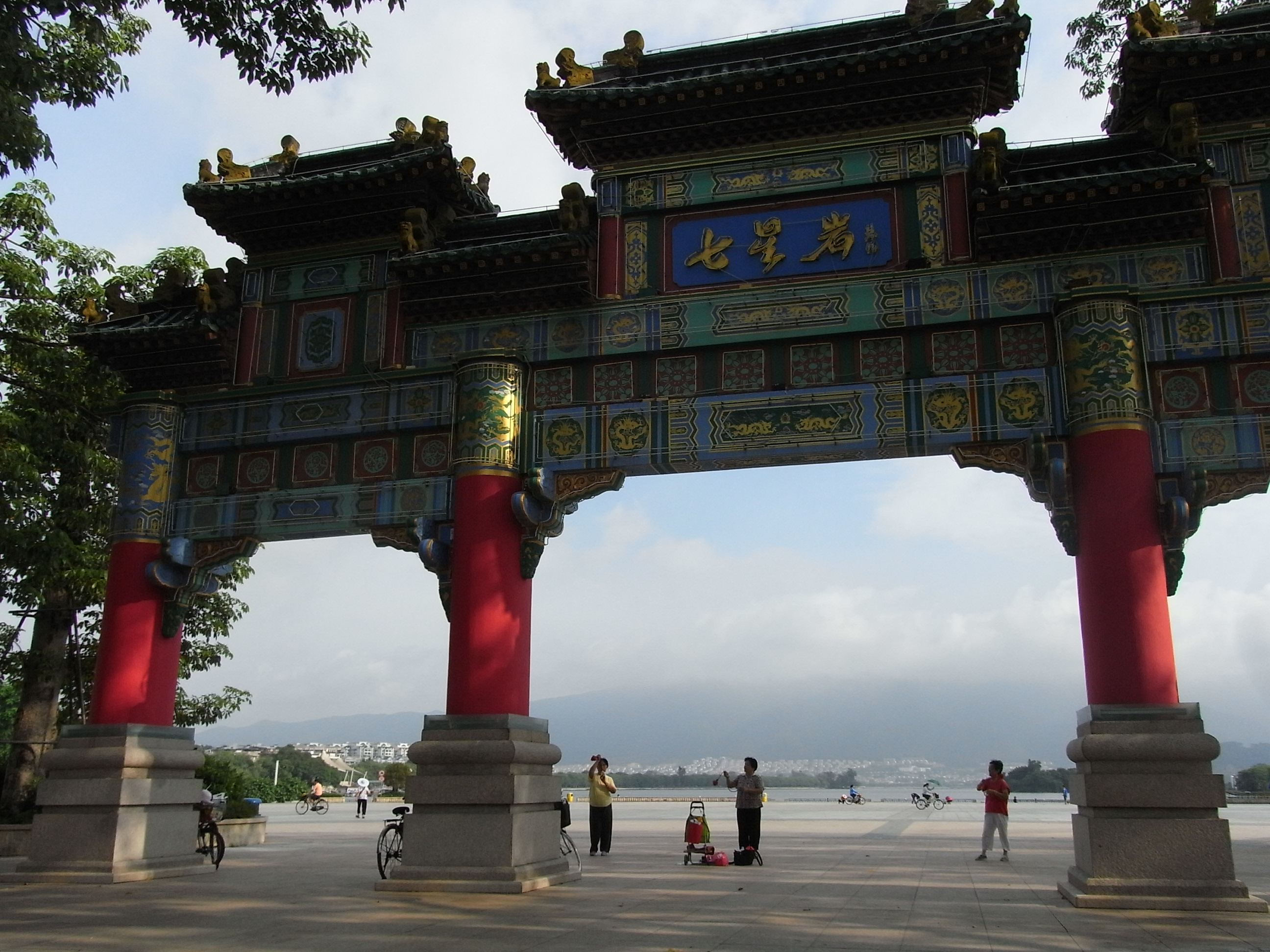

### Inscriptions de falaises
Le parc des sept roches est un des rares sites en Chine contenant de larges inscriptions peintes sur les flancs des falaises. 523 inscriptions ont été apposées depuis la dynastie Tang, et sont plutôt bien préservées. les inscriptions sont en chinois, et parfois en langues étrangères (tibétain, espagnol). La plus ancienne est l'inscription de Li Yong de la salle de pierre. Elle mesure 1,09 mètre de haut, sur 0,79 de large. La date de création pour 44 inscriptions n'a pas pu être identifiée.

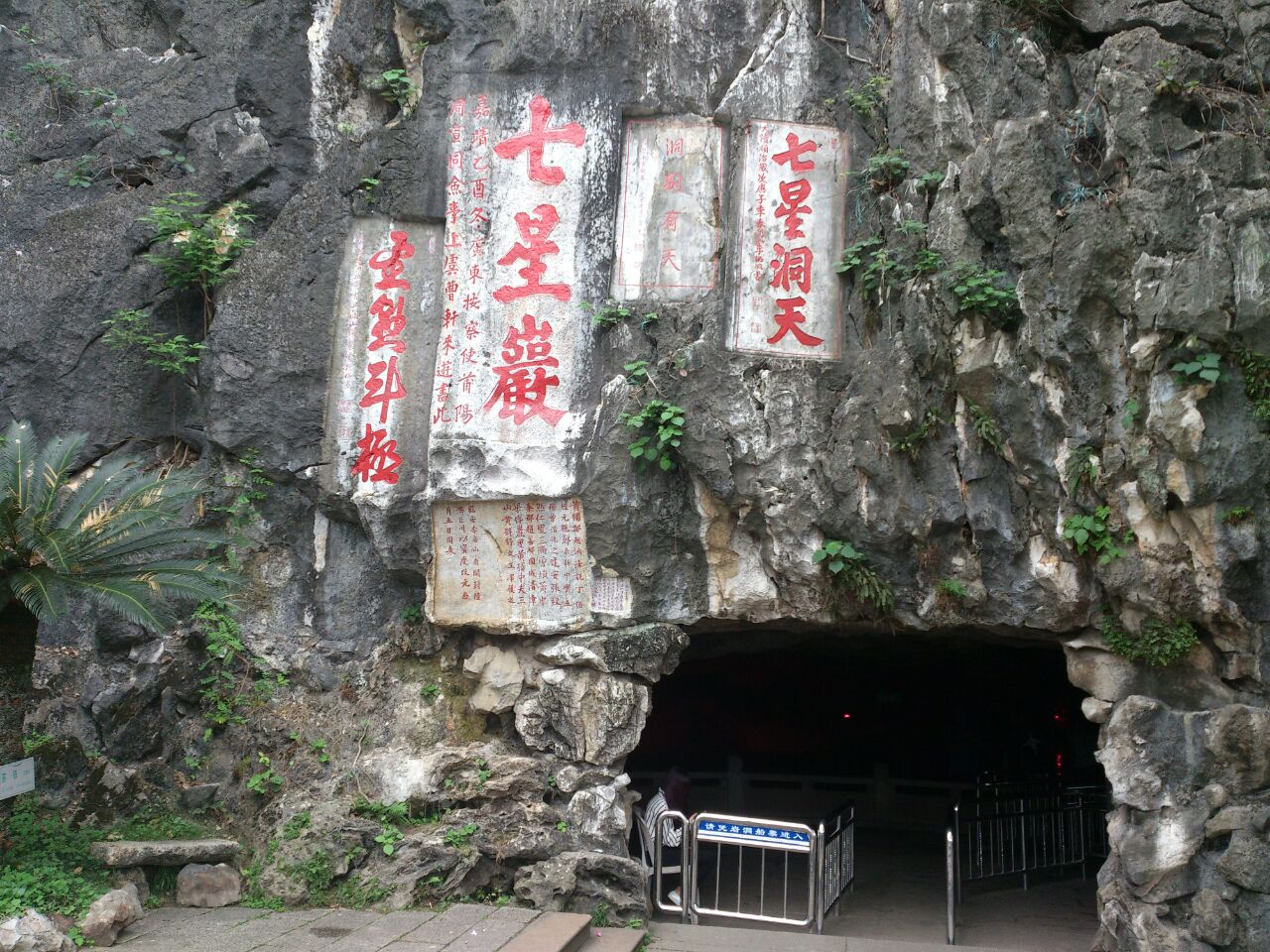
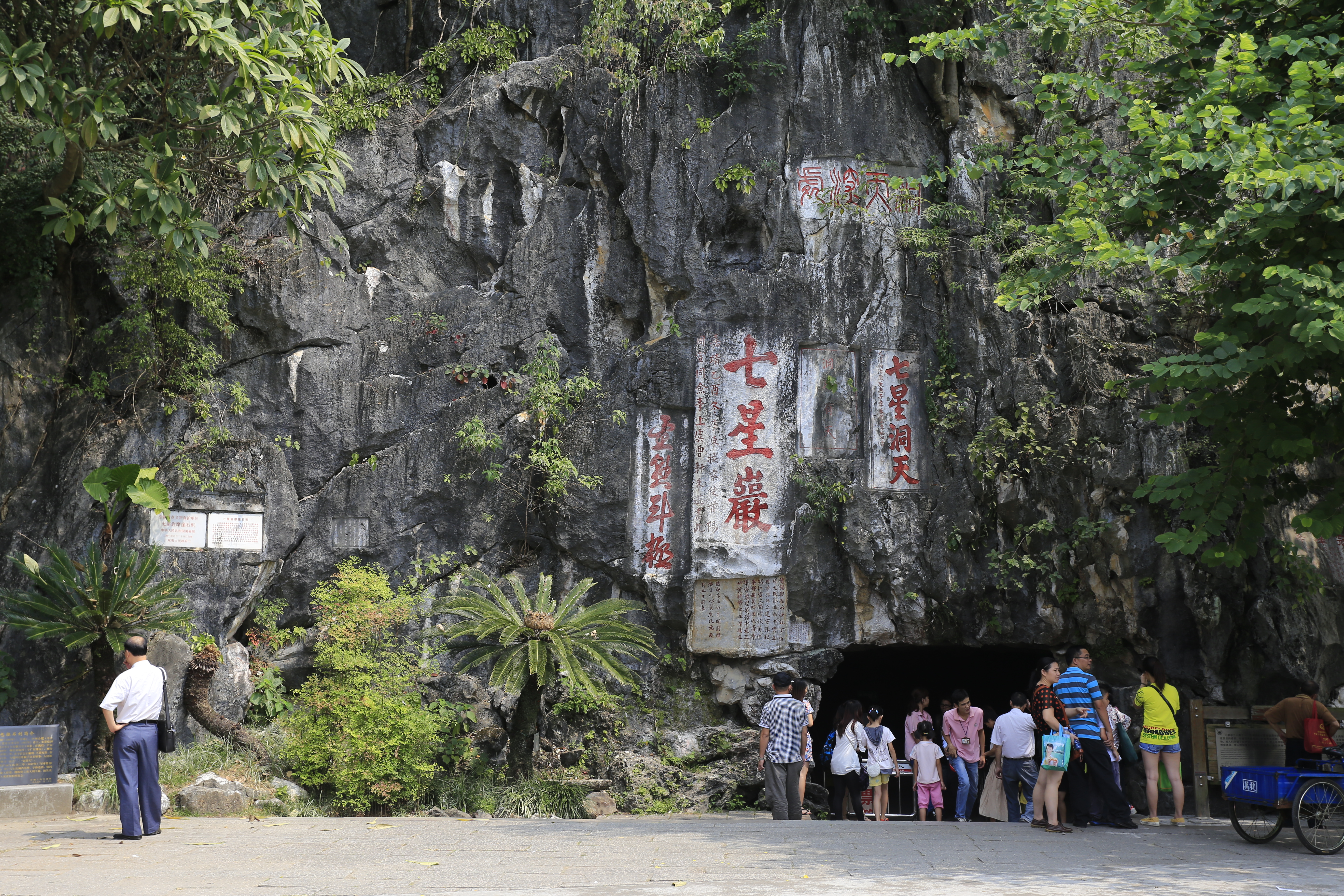
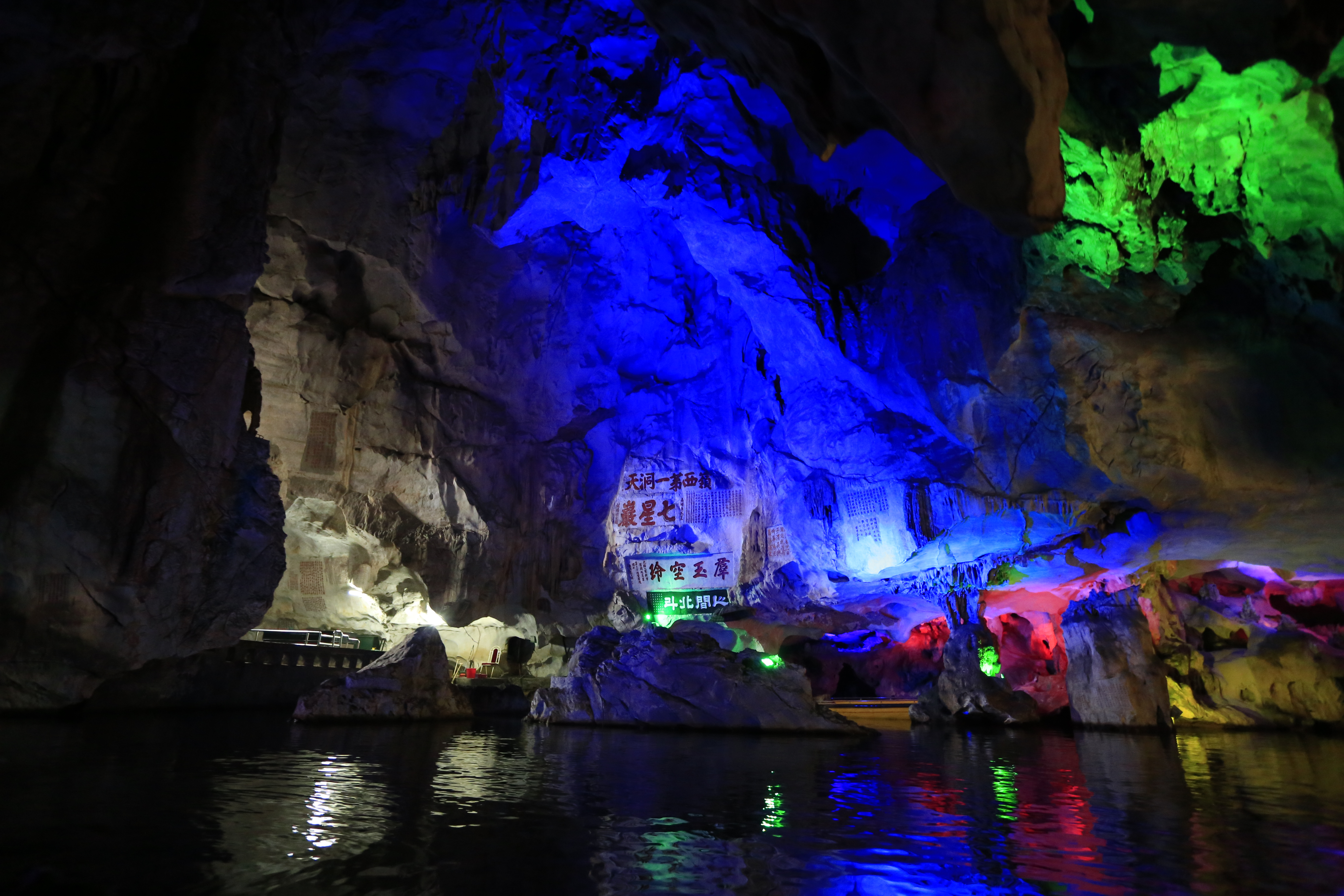